# Liste der Torschützenkönige der Fußball-Ozeanienmeisterschaft
Die Liste der Torschützenkönige der Fußball-Ozeanienmeisterschaft umfasst alle Torschützenkönige des auch als „OFC Nation’s Cup“ bekannten Wettbewerbs. Gelistet werden die Torschützen mit den meisten Treffern je Turnier, unabhängig davon, ob sie bei der durch die OFC durchgeführten Wahl zum „Goldenen Schuh“ obsiegten, da dort gegebenenfalls auch die Zahl der Vorlagen bzw. Spielminuten entscheidet. Bisher gelang es keinem Spieler zweimal den Titel zu gewinnen. Rekordtorschütze ist der Australier Damian Mori der 1998 zehn Tore erzielte.

## Torschützenkönige
| 1973                                     | Erroll Bennett Segin Wayewol Alan Marley | 3  |
| 1980                                     | ? 1                                      |    |
| 1996                                     | Kris Trajanovski                         | 7  |
| 1998                                     | Damian Mori                              | 10 |
| 2000                                     | Craig Foster Clayton Zane                | 5  |
| 2002                                     | Joel Porter                              | 6  |
| 2004                                     | Vaughan Coveny Tim Cahill                | 6  |
| 2008                                     | Shane Smeltz                             | 8  |
| 2012                                     | Jacques Haeko                            | 6  |
| 2016                                     | Raymond Gunemba                          | 5  |
| 2020                                     | keine Austragung...                      |    |
| 2024                                     | Roy Krishna                              | 5  |
| Jeweils auch Ozeanienmeister Rekordmarke |                                          |    |

### Rangliste
| Rang | Land            | Anzahl |
| ---- | --------------- | ------ |
| 1    | Australien      | 6      |
| 2    | Neuseeland      | 3      |
| 3    | Neukaledonien   | 2      |
| 4    | Tahiti          | 1      |
|      | Papua-Neuguinea | 1      |
|      | Fidschi         | 1      |